# Haselbourg
Haselbourg és un municipi francès, situat al departament del Mosel·la i a la regió del Gran Est. L'any 2007 tenia 318 habitants.

## Demografia

### Població
El 2007 la població de fet de Haselbourg era de 318 persones. Hi havia 125 famílies, de les quals 28 eren unipersonals (4 homes vivint sols i 24 dones vivint soles), 49 parelles sense fills, 44 parelles amb fills i 4 famílies monoparentals amb fills.
La població ha evolucionat segons el següent gràfic:
Habitants censats

### Habitatges
El 2007 hi havia 202 habitatges, 130 eren l'habitatge principal de la família, 61 eren segones residències i 10 estaven desocupats. 166 eren cases i 36 eren apartaments. Dels 130 habitatges principals, 101 estaven ocupats pels seus propietaris, 21 estaven llogats i ocupats pels llogaters i 8 estaven cedits a títol gratuït; 1 tenia una cambra, 5 en tenien dues, 25 en tenien tres, 34 en tenien quatre i 65 en tenien cinc o més. 118 habitatges disposaven pel capbaix d'una plaça de pàrquing. A 60 habitatges hi havia un automòbil i a 58 n'hi havia dos o més.

### Piràmide de població
La piràmide de població per edats i sexe el 2009 era:
| Homes | Edats   | Dones |
| ----- | ------- | ----- |
| 0     | 95 o +  | 0     |
| 0     | 90 a 94 | 0     |
| 0     | 85 a 89 | 12    |
| 0     | 80 a 84 | 0     |
| 0     | 75 a 79 | 4     |
| 4     | 70 a 74 | 8     |
| 16    | 65 a 69 | 8     |
| 4     | 60 a 64 | 8     |
| 16    | 55 a 59 | 12    |
| 8     | 50 a 54 | 12    |
| 16    | 45 a 49 | 16    |
| 12    | 40 a 44 | 16    |
| 4     | 35 a 39 | 8     |
| 16    | 30 a 34 | 8     |
| 8     | 25 a 29 | 8     |
| 8     | 20 a 24 | 0     |
| 8     | 15 a 19 | 24    |
| 4     | 10 a 14 | 20    |
| 0     | 5 a 9   | 0     |
| 0     | 0 a 4   | 4     |

## Economia
El 2007 la població en edat de treballar era de 210 persones, 150 eren actives i 60 eren inactives. De les 150 persones actives 139 estaven ocupades (85 homes i 54 dones) i 11 estaven aturades (3 homes i 8 dones). De les 60 persones inactives 19 estaven jubilades, 11 estaven estudiant i 30 estaven classificades com a «altres inactius».

### Ingressos
El 2009 a Haselbourg hi havia 126 unitats fiscals que integraven 311,5 persones, la mediana anual d'ingressos fiscals per persona era de 17.989 €.

### Activitats econòmiques
Dels 11 establiments que hi havia el 2007, 1 era d'una empresa extractiva, 3 d'empreses de fabricació d'altres productes industrials, 1 d'una empresa de construcció, 1 d'una empresa de comerç i reparació d'automòbils, 2 d'empreses d'hostatgeria i restauració, 1 d'una empresa financera, 1 d'una empresa immobiliària i 1 d'una empresa de serveis.
L'únic servei als particulars que hi havia el 2009 era un restaurant.
L'any 2000 a Haselbourg hi havia 4 explotacions agrícoles.

## Equipaments sanitaris i escolars
El 2009 hi havia una escola maternal integrada dins d'un grup escolar amb les comunes properes formant una escola dispersa.

## Poblacions més properes
El següent diagrama mostra les poblacions més properes.